# Space Quest II: Vohaul's Revenge
Space Quest II: Vohaul's Revenge è un'avventura grafica sviluppata da Mark Crowe e Scott Murphy per la Sierra On-Line. Il videogioco fu commercializzato nel 1987 per sistemi Amiga, Atari ST, MS-DOS e Mac OS. Vohaul's Revenge fa parte della serie Space Quest.

## Trama
Il manuale di gioco include un fumetto che spiega gli eventi dopo Space Quest I, dopo che Roger ha battuto i Sarien ed è diventato l'eroe di Xenon; in esso si viene a conoscenza del cattivo di turno, Sludge Vohaul, la mente dietro l'attacco dei Sarien ad Arcada, e la storia di come fosse impazzito.
Nonostante le eroiche gesta di Roger, questi viene trasferita alla Stazione Orbitale 4 di Xenon dove viene promosso a capo (e unico) bidello. Poco dopo, viene rapito da Vohaul, che lo porta alle miniere di Labion per vendicarsi in quanto aveva sventato il suo piano. A un certo punto, però, la nave prigione si schianta in una giungla vicina sul pianeta, e Roger riesce a sfuggire ai suoi inseguitori e presto raggiunge la base asteroide di Vohaul, dove viene a conoscenza del suo piano per sdradicare la vita senziente da Xenon lanciando milioni di venditori di assicurazioni clonati sul pianeta.
Dopo aver raggiunto la sala di controllo di Vohaul, Roger viene catturato, miniaturizzato e conservato in un barattolo; fuggito dalla sua prigione di vetro, riesce a entrare nel sistema di supporto vitale di Vohaul, spegne la macchina, uccidendo l'antagonista, e si riporta alle sue dimensioni originali.
Alla fine del gioco, prima di far saltare in aria l'asteroide di Vohaul salvando così Xenon, Roger sale in una capsula e cade in un sonno criogenico mentre la capsula fluttua nello spazio, sonno dal quale si risveglierà nel seguito.